# Anthony Vivian (5e baron Vivian)
Anthony Crespigny Claude Vivian, 5e baron Vivian (4 mars 1906 - 24 juin 1991) est un imprésario britannique de la famille Vivian qui devient célèbre en 1954 quand il est blessé à l'abdomen par Mavis Wheeler (née Mabel Winifred Mary Wright, 1908–1970), ancienne épouse d'Horace de Vere Cole et de Mortimer Wheeler, et ancienne maîtresse d'Augustus John.

## Biographie
Anthony Crespigny Claude Vivian, 5e baron Vivian est né le 4 mars 1906. Il est le fils de George Vivian (4e baron Vivian) et de Barbara Fanning.
En 1952, il est le producteur avec John Clements de The Happy Marriage au Duke of York's Theatre de Londres.
Il est membre de la Chambre des lords du 28 décembre 1940 jusqu'à sa mort le 24 juin 1991. Il y prononce 90 discours; son premier discours enregistré est le 13 mars 1967 et son dernier le 4 avril 1984.
Vivian fait les gros titres des tabloïds en 1954, lorsque sa maîtresse, Mavis Wheeler, l'ex-épouse de Mortimer Wheeler et Horace de Vere Cole, et la maîtresse d'Augustus John, est emprisonnée pendant six mois pour lui avoir tiré une balle dans l'abdomen.
Lors du procès de Wheeler, l'avocat de la poursuite déclare que son amour pour Lord Vivian est irrésistible et qu'elle est jalouse de l'attention qu'il porte aux autres femmes. Cet amour, selon l'accusation, l'amène à lui tirer dessus, le 30 juillet 1954, à une distance de trois pouces, avec l'intention de l'assassiner dans sa maison de campagne à Potterne, Wiltshire.

## Famille
Il épouse Victoria Ruth Mary Rosamund Oliphant (décédée en 1985), fille du capitaine Henry Gerard Laurence Oliphant et de Ruth Barry, le 8 mars 1930.
Ils ont trois enfants:
- Sally Anne Marie Gabrielle Vivian (née le 11 septembre 1930)
- Nicholas Vivian (6e baron Vivian) (né le 11 décembre 1935 - décédé le 28 février 2004)
- Victor Anthony Ralph Brabazon Vivian (né le 26 mars 1940)[4]